# 기승위

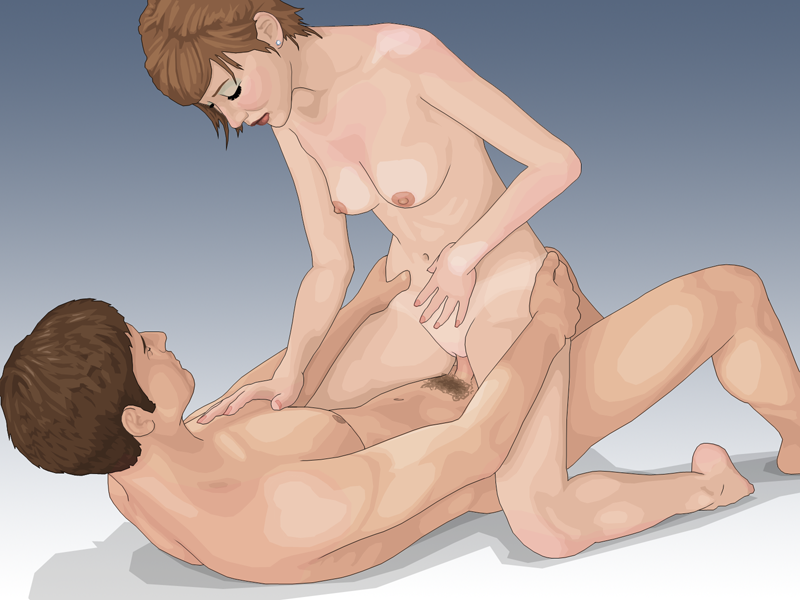
기승위

기승위(騎乗位) 또는 여성상위(女性上位)는 일명 "감투거리" 라고도 부른다. 남성이 누워있고 여성이 남성의 위에 앉거나 눕거나 또는 엎드려서 남성의 음경을 직접 여성의 질에 삽입하여 성교(섹스)를 하는 체위이다. 일반적으로 입을 맞추거나 쓰다듬기 그리고 끌어안기 그리고 애무 등과 병행된다. 그리고 보통 AV영화에서 단골이다. 이 경우 여성이 많은 부분을 주도하여 진행하며, 여성이 오르가즘을 느낄 수 있는 정도를 조절할 수 있다는 장점이 있다. 여성이 대부분 주도하는 체위지만 남성이 여성의 엉덩이를 잡고 위아래로 올렸다가 내렸다가를 반복할 수도 있다. 정상위와 전좌위에서 변형가능한 체위이다.

## 같이 보기
- 후배위